# Dylan van Baarle
Dylan van Baarle (* 21. Mai 1992 in Voorburg) ist ein niederländischer Radrennfahrer. Im Jahr 2022 gewann er den Radsport-Klassiker Paris–Roubaix.

## Sportliche Laufbahn
Als Junior gewann Dylan van Baarle im Jahr 2009 den niederländischen Meistertitel im Straßenrennen und belegte im Einzelzeitfahren den zweiten Rang. Zuvor hatte er bereits bei den Driedaagse van Axel und der Trofeo Karlsberg aufzeigen können, wo er jeweils eine Etappe für sich entschied. Mit der Ster van Zuid-Limburg konnte er zudem erstmals eine Junioren-Rundfahrt gewinnen. Im Jahr 2010 beendete er den Course de la Paix Juniors auf dem fünften Gesamtrang, ehe er jeweils eine Etappe bei den Driedaagse van Axel und der Vuelta al Besaya gewann. Im Anschluss sicherte er sich den niederländischen Meistertitel im Einzelzeitfahren der Junioren und gewann zwei Etappen bei der belgischen Rundfahrt Liège–La Gleize.
Zur Saison 2011 erhielt van Baarle einen Vertrag beim Rabobank Continental Team, wo er bis 2013 verblieb. In seiner ersten Saison als U23-Fahrer gewann er mit dem Team das Mannschaftszeitfahren der Vuelta a León. In den folgenden Jahren verzeichnete er zahlreiche Erfolge. Im Jahr 2012 gewann er ein Zeitfahren der Triptyque des Monts et Châteaux und das Arno Wallaard Memorial, ehe er erstmals die Olympia’s Tour für sich entschied. Neben der Gesamtwertung sicherte er sich auch einen Etappensieg, sowie die Nachwuchswertung und Punktewertung der niederländischen Rundfahrt. Ein Jahr später war er beim Ster van Zwolle und Dorpenomloop Rucphen erfolgreich und gewann ein Einzelzeitfahren der Tour de Bretagne. Im Anschluss wiederholte er seinen Gesamtsieg bei der Olympia’s Tour und entschied die U23-Austragung der Internationalen Thüringen Rundfahrt für sich. Weiters wurde er 2013 zweifacher niederländischer U23-Meister in Straßenrennen und Einzelzeitfahren.
Im Jahr 2014 wechselte van Baarle zum US-amerikanischen UCI WorldTeam Garmin-Sharp. Sein erstes Saisonrennen bestritt er bei der Dubai Tour, wo er den zehnten Gesamtrang belegte. Nachdem er mehrere große Eintagesrennen, wie die Flandern-Rundfahrt und Paris–Roubaix bestritten hatte, gab er sein Grand-Tour-Debüt beim Giro d’Italia, den er jedoch im Vorfeld der 15. Etappe aufgab. Sein bis dahin größter Erfolg folgte im September desselben Jahres, als er im Alter von 22 Jahren die Tour of Britain gewann. Weiters wurde er auf der Bahn mit Yoeri Havik niederländischer Meister im Zweier-Mannschaftsfahren. In den drei nachfolgenden Jahren konnte Dylan van Baarle keinen weiteren Sieg einfahren, ging jedoch jährlich bei der Tour de France an den Start. Zudem entwickelte er sich zu einem Klassiker-Spezialisten und stand im Jahr 2015 als Dritter auf dem Podium von Dwars door Vlaanderen. Im Jahr 2016 wurde er Sechster der Flandern-Rundfahrt, ehe er im Jahr darauf als Vierter nur knapp einen Podiumsplatz verpasste.
Ab der Saison 2018 fuhr der inzwischen 25-jährige van Baarle für das britische Team Sky. Er wurde erstmals niederländischer Meister im Einzelzeitfahren und beendete die BinckBank Tour auf dem fünften Gesamtrang. Am Ende der Saison ging er bei der Vuelta a Espana an den Start und musste sich auf der 12. Etappe im Sprint der Ausreißergruppe nur dem Franzosen Alexandre Geniez geschlagen geben. Tags drauf brach er sich bei einem Sturz das Becken und musste seine Saison frühzeitig beenden. Im Jahr 2019 gewann Dylan van Baarle die Gesamtwertung der Herald Sun Tour, ehe er eine anspruchsvolle Etappe des Critérium du Dauphiné aus der Ausreißergruppe für sich entschied. Bei der Tour de France 2019 stellte er sich in die Dienste seiner Kapitäne und verhalf Egan Bernal zu dessen Gesamtsieg.
Nachdem er in der durch die COVID-19-Pandemie beeinträchtigten Saison 2020 keinen Sieg einfahren hatte können, bestätigte er im Frühjahr 2021 sein Potenzial als Klassiker-Fahrer und gewann nach einem Solo von 51 Kilometern das belgische Kopfsteinpflaster-Rennen Dwars door Vlaanderen. Dies war zugleich sein erster Erfolg bei einem Eintagesrennen der WorldTour. Auch beim E3 Harelbeke, Gent–Wevelgem und der Flandern-Rundfahrt erreichte er das Ziel unter den ersten Zehn. Nach seiner vierten Tour de France und dem Start im Olympischen Straßenrennen von Tokio zog er sich im Herbst bei der Vuelta a España einen Haarriss am Becken zu, der aber schnell ausheilte. Nur drei Wochen später kam er bei den Weltmeisterschaften eine halbe Minute nach Julian Alaphilippe mit einer kleinen Gruppe ins Ziel und gewann den Sprint um Silber.

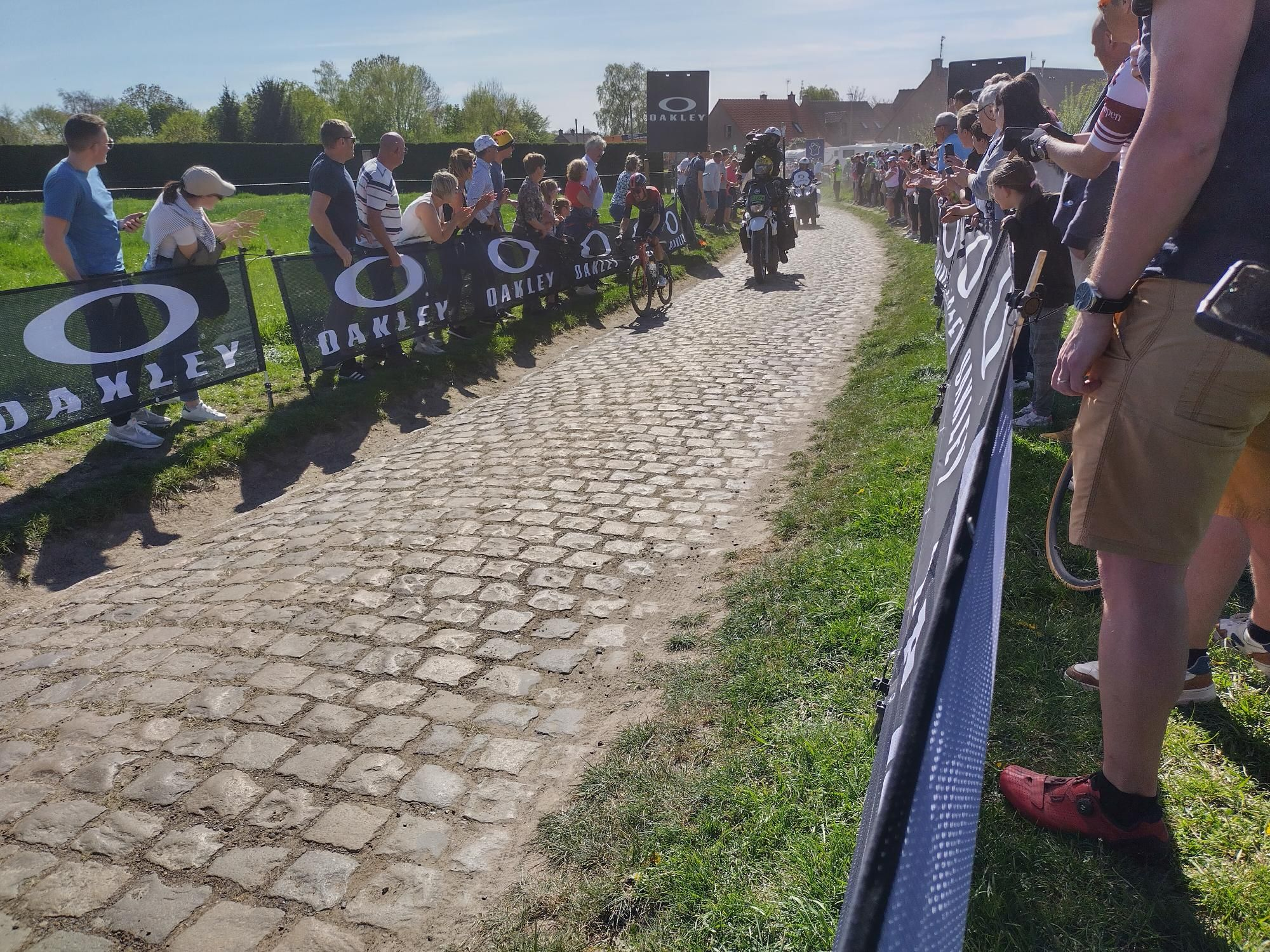
Dylan van Baarle gewinnt Paris–Roubaix 2022

Im Jahr 2022 konnte van Baarle seine Leistungen noch einmal steigern. Bei der Flandern-Rundfahrt kämpfte er sich auf den letzten Kilometern zusammen mit Valentin Madouas an das weit in Führung liegende Spitzenduo aus Mathieu van der Poel und Tadej Pogačar heran und wurde Zweiter im Zielsprint. Eine Woche später erzielte er den bislang größten Erfolg seiner Karriere mit dem Sieg bei Paris–Roubaix, wo er seine letzten Mitstreiter auf dem Pavé de Camphin-en-Pévèle 20 Kilometer vor dem Ziel abschüttelte und mit großem Vorsprung gewann. Seine letzten Rennen für die Ineos Grenadier (ehemals Team Sky) bestritt er bei der Tour de France und Vuelta a España, die er erneut als wichtiger Helfer bestritt.

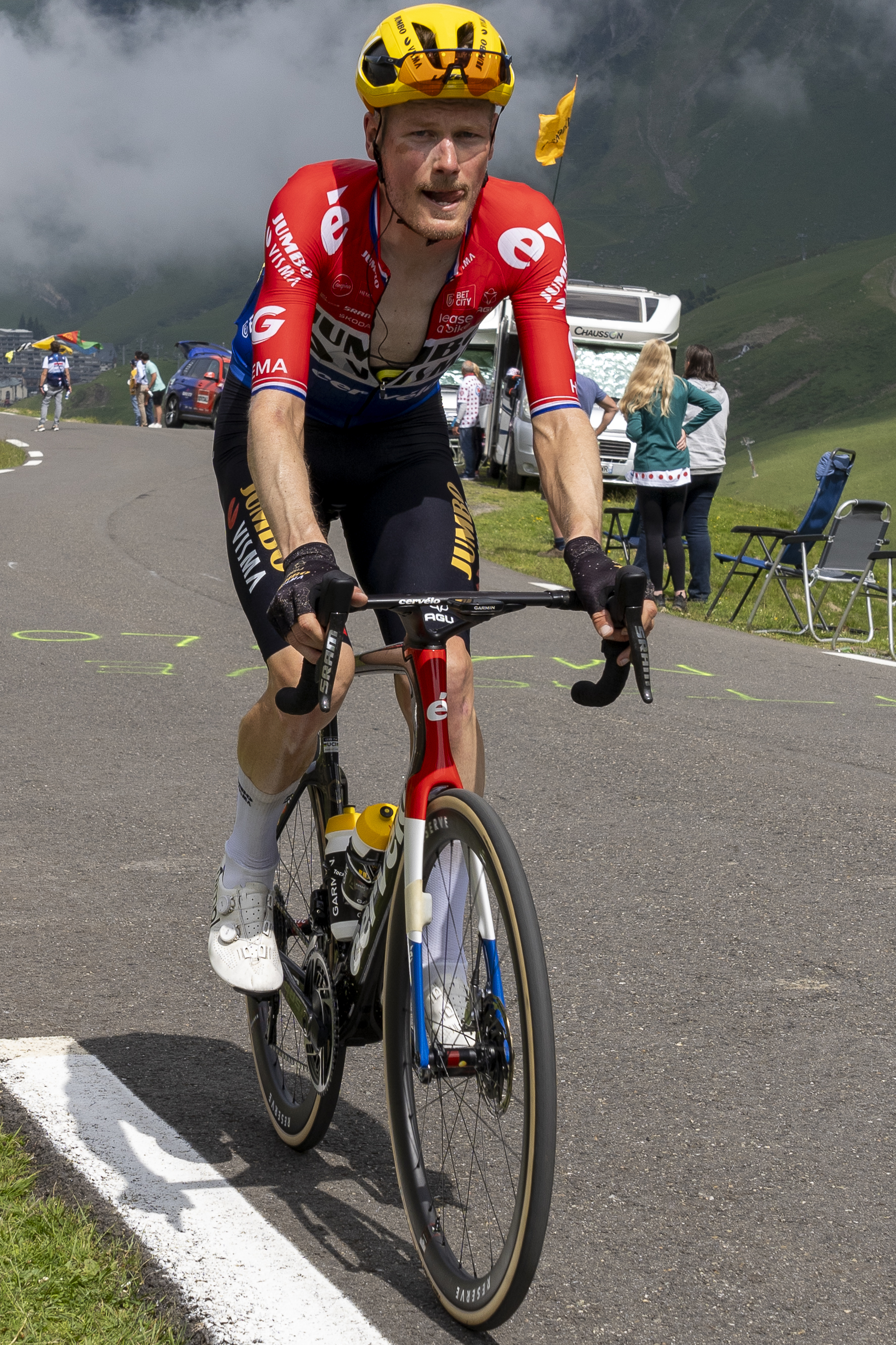
Dylan van Baarle im Trikot des niederländischen Meisters bei der Tour de France 2023

Zur Saison 2023 wechselte van Baarle zu Jumbo-Visma. Sein Sieg beim Omloop Het Nieuwsblad war das erste Rennen für sein neues Team und sein vierter Erfolg auf der UCI WorldTour. Danach verlief die Klassikersaison für ihn unglücklich: Nach einem Sturz beim E3 Harelbeke verpasste er die Flandern-Rundfahrt, ehe er bei Paris–Roubaix nach einem schweren Sturz im Trouée d’Arenberg aufgab. Im Juni wurde er erstmals niederländischer Meister im Straßenrennen, ehe er Jonas Vingegaard zu dessen zweiten Tour-de-France-Gesamtsieg verhalf. Bei den Weltmeisterschaften in Glasgow wurde er nach einem schweren Rennen Zwölfter, wobei sein Landsmann Mathieu van der Poel das Rennen gewann.
Im Jahr 2024 hatte Dylan van Baarle wiederum mit Pech zu kämpfen: Zu Paris–Roubaix konnte er krankheitsbedingt nicht antreten, beim Critérium du Dauphiné brach er sich das Schlüsselbein und fiel für die Tour de France aus. Er konnte zwar im olympische Straßenrennen an den Start gehen, kam jedoch bereits auf der 2. Etappe der Vuelta a España erneut zu Fall und brach sich dabei die Hüfte.
Bei der Tour Down Under 2025, seinem ersten Saisonrennen, brach er sich auf der 1. Etappe erneut das Schlüsselbein.

## Erfolge
2008
- Niederländischer Meister – Mannschaftszeitfahren (Jugend)

2011
- Mannschaftszeitfahren Vuelta a León

2012
- UIV Cup – Rotterdam (mit Ivar Slik)
- eine Etappe Le Triptyque des Monts et Châteaux
- Arno Wallaard Memorial
- Gesamtwertung und Prolog Olympia’s Tour
- Mannschaftszeitfahren Internationale Thüringen Rundfahrt (U23)

2013
- Ster van Zwolle
- Dorpenomloop Rucphen
- eine Etappe Tour de Bretagne
- Gesamtwertung und eine Etappe Olympia’s Tour
- Niederländischer Meister – Einzelzeitfahren (U23)
- Gesamtwertung Internationale Thüringen Rundfahrt (U23)
- Niederländischer Meister – Straßenrennen (U23)

2014
- Gesamtwertung Tour of Britain
- Niederländischer Meister – Madison (mit Yoeri Havik)

2015
- Nachwuchswertung Bayern-Rundfahrt

2018
- Mannschaftszeitfahren Critérium du Dauphiné
- Niederländischer Meister – Einzelzeitfahren

2019
- Gesamtwertung Herald Sun Tour
- eine Etappe Critérium du Dauphiné
- Kämpferischster Fahrer Tour of Britain

2021
- Dwars door Vlaanderen
- Weltmeisterschaften – Straßenrennen

2022
- Paris–Roubaix

2023
- Omloop Het Nieuwsblad
- Niederländischer Meister – Straßenrennen

## Wichtige Platzierungen
| Grand Tour            | 2014 | 2015 | 2016 | 2017 | 2018 | 2019 | 2020 | 2021 | 2022 | 2023 | 2024 |
| --------------------- | ---- | ---- | ---- | ---- | ---- | ---- | ---- | ---- | ---- | ---- | ---- |
| Giro d’ItaliaGiro     | DNF  | –    | –    | –    | –    | –    | –    | –    | –    | –    | –    |
| Tour de FranceTour    | –    | 147  | 91   | 77   | –    | 46   | 59   | 54   | 31   | 42   | –    |
| Vuelta a EspañaVuelta | –    | –    | –    | –    | DNF  | –    | 49   | DNF  | 49   | 88   | DNF  |

| Weltmeisterschaft        | 2014 | 2015 | 2016 | 2017 | 2018 | 2019 | 2020 | 2021 | 2022 | 2023 | 2024 |
| ------------------------ | ---- | ---- | ---- | ---- | ---- | ---- | ---- | ---- | ---- | ---- | ---- |
| StraßenrennenStraße      | DNF  | 96   | 48   | –    | –    | DNF  | 35   | 2    | 27   | 12   | –    |
| EinzelzeitfahrenEZF      | –    | –    | –    | –    | –    | 15   | –    | –    | –    | –    | –    |
| MannschaftszeitfahrenMZF | 10   | 12   | –    | –    | –    | –    | –    | –    | –    | –    | –    |

| Monument                 | 2014 | 2015 | 2016 | 2017 | 2018 | 2019 | 2020 | 2021 | 2022 | 2023 | 2024 | 2025 |
| ------------------------ | ---- | ---- | ---- | ---- | ---- | ---- | ---- | ---- | ---- | ---- | ---- | ---- |
| Mailand–Sanremo          | –    | –    | 69   | –    | 99   | 18   | 140  | 31   | –    | –    | –    | –    |
| Flandern-Rundfahrt       | 89   | 137  | 6    | 4    | 12   | 21   | 8    | 10   | 2    | –    | 83   | 46   |
| Paris–Roubaix            | 64   | 33   | 16   | 20   | 19   | –    | –    | DNF  | 1    | DNF  | DNS  | 35   |
| Lüttich–Bastogne–Lüttich | –    | –    | –    | –    | –    | –    | –    | –    | –    | –    | –    |      |
| Lombardei-Rundfahrt      | –    | –    | –    | –    | –    | –    | –    | –    | –    | –    | –    |      |